# Harold II., kralj Engleske
Harold II. (oko 1020. – 1066.), engleski kralj. Naziva ga se i imenom Harold Godwinson (staroengleski: Harold Gōdwines sunu. Harold Godƿinson). Posljednji je anglosaski kralj Engleske.

## Obitelj
Sin je grofa Godwina, najmoćnijeg velikaša za vladavine kralja Edvarda III. Ispovjednika kojeg je naslijedio 1066. i Gythe Thorkelsdóttir, unukom razbaštinjenog švedskog kraljevića Styrbjörna Snažnog i navodnom sestrom Ulfa Torgilssona, danskog jarla, koji je bio zetom Svena I. Rašljobradog te ocem Svena II. Estridsena.
Braća su mu bili Sven, Harold, Tostig, Gyrth i Leofwine, a sestra Edita od Wessexa (1029. – 1075.) je postala kraljicom suprugom Edvarda Ispovjednika

## Uspon
Budući da mu se sestra udala za kralja, Godvinovog drugog sina, Harold je 1045. postao grofom Istočne Anglije. Kad mu je otac bio u izgonu, pridružio mu se 1051., ali mu je pomogao vratiti položaj godinu kasnije. Kad je Godwin umro 1053., Harold ga je naslijedio kao grof od Wessexa (pokrajine koja je u ono vrijeme pokrivala najjužniju trećinu Engleske). To ga je napravilo najmoćnijom osobom na ljestvici društvenog utjecaja u Engleskoj nakon kralja.
Godine 1058. je Harold također postao i grof od Hereforda. Zamijenio je pokojnog oca. U to vrijeme je žarištem oporbe bio rastući normanski utjecaj u Engleskoj pod obnovljenom monarhijom (1042. – 1066.) Edvarda Ispovjednika koji je proveo 35 godina u izgonu u Normandiji. Stekao je slavu u niz pohoda (1062. – 1063.) protiv Gruffydda ap Llywelyna od Gwynedda, vladara Walesa. Ovaj sukob je svršio Gruffyddovim porazom i smrću u rukama njegovih vlastitih postrojba 1063. godine.
Tapiserija iz Bayeuxa prikazuje ga kako priseže vojvodi Vilimu da će poduprijeti njegove pretenzije na englesko prijestolje. Na tapiseriji se nalazi tekst HAROLD SACRAMENTUM FECIT WILLELMO DUCI i prikazuje Harolda kako dodiruje dva oltara. Nakon što je Harold umro, Normani su brzo istakli da je time što je bio prihvatio englesku krunu, prekršio prisegu. To je sve dovelo do normanskog osvajanja Engleske, o čemu svjedoči tapiserija iz Bayeuxa te još neki normanski izvori. Kroničar Orderik Vitalis je zabilježio brojne divne Harlodove fizičke osobine i na kraju dodao "ali čemu sve to kad taj čovjek nema časti".
Nedugo potom poginuo je u bitci kod Hastingsa u borbi protiv drugog pretendenta na englesko prijestolje, normandijskog vojvode Vilima.
Iako je Harold II. izgubio prijestolje i život u bitci, ipak je jednim od predaka svih današnjih europskih vladajućih dinastija jer se je njegov kćer Gytha udala za Vladimira II. Monomaha. Potomcisu toga braka u izravnoj muškoj liniji svi ruski vladari do 1610. godine, a po ženskoj sve današnje europske dinastije.

## Brakovi
Dvadeset je godina bio oženjen more danico s Editom Nježnom Labudicom, s kojom je imao barem šestero djece. Laici su široko prihvatili njihov brak, dok je svećenstvo smatralo Editu Haroldovom priležnicom. Djecu im se nije smatralo nezakonitom.
Prema Ordericu Vitalisu, Haroldu je bila obećana Adeliza, kći Vilima, vojvode Normandije, kasnijeg Vilima Osvajača. Ipak, brak se nikad nije sklopio.